# Juges de l'eau de Corongo
Le système traditionnel des juges de l’eau de Corongo, une ville dans le nord du Pérou, est un mode d’organisation datant de l'époque pré-incaïque (es) selon le ministère de la culture. Le juge suprême est chargé d'organiser les festivités annuelles.